# Точкови
Точкови је југословенски филм снимљен 1998. године који је режирао Ђорђе Милосављевић, а сценарио је писао Ђорђе Милосављевић.

## Радња
Цео филм се одвија током једне дуге, кишне ноћи, у којој се Немања сукобљава са групом обесних и агресивних људи. Оптужују га да је он убица-манијак који хара околином, а он на необичан начин покушава да докаже своју невиност. У тој ситуацији, Немања о себи сазнаје ствари које никада не би поверовао и открива да поседује један чудан таленат.
Немања је младић који је пошао код свог оца да позајми паре како би он и његова девојка Маца опстали. Међутим, киша је толико нападала да је затворила пут и Немања мора да одседне у мотелу "Точак", заједно са Владимиром Коренком, трговцем оружја са говорном маном, Миланом Јунићем, пословним човеком који се бави продајом смртоносних лекова, Жаном, Јунићевом швалерком која је плаћена да га убије, брачним паром Ћорић и газдом. У току ноћи, они га нападају, везују, оптужују да је он убица звани Насмејани монструм, који у то време хара Србијом и решавају да му суде. Али ту долази до преокрета и Немања преузима ствари у своје руке...

## Ликови
Немања је младић који живи у јако тешким условима са својом девојком Мацом. Како он сам каже, требало је да постане социјални радник, а постао је социјални случај. Ослања се на оца за паре. Упркос оптужбама других ликова и честим убиствима истих, тврди да није убица и да су сва убиства несрећни случајеви.
Владимир Коренко је трговац оружјем на велико. Направио је договор да се нађе са својим пословним партнером код мотела "Точак". Зато је био против мешања полиције у случај са Немањом, јер се плашио да му полиција не заплени робу. Страх према Немањи показује у малим количинама, или га уопште не показује. Има говорну ману и не може да изговори слово р, па уместо њега говори в.
Милан Јунић је пословни човек који се бави продајом лекова. Он је и дигао панику у остатку екипе из мотела након што је Немања ушао у његову собу и пришао његовој жени Ирени. Касније је откривено да је Јунић продавао лекове који су имали смртоносно дејство чиме је убио неколицину људи.
Жана је згодна плавуша која је дошла у мотел по задатку. Плаћена је да убије Јунића због освете рођака својих жртава. Пред Јунићем се претварала да је за то да се Немањи суди, али након његове смрти, признаје да је хтела да Немања остане у животу јер је знала да јој може користити.
Власник хотела је старији човек који поседује мотел "Точак". Стално покушава да онеспособи Немању, рецимо, сипањем метил алкохола уместо ракије. Његов став је да је Немања убица, али да га треба бацити у воду, па шта му Бог да.
Брачни пар Ћорић су средовечни људи. Господин Ћорић предаје латински и старогрчки, а бави се и продавањем концентрованог есида. Није за Немањино убиство, сматра да то није по закону, што изазива сукоб између њега и његове жене, која не обраћа пажњу на закон. Обоје носе наочаре, што је у складу са њиховим презименом.
Милета је шумар и ловочувар. Од рођења је нем, на рачун чега гости мотела и газда збијају шале. Могуће је да је он Насмејани, зато што је на крају филма приказан са пиштољем ЦЗ 99 који користи Насмејани, смејући се манијачки.

## Улоге
| Глумац             | Улога                                            |
| ------------------ | ------------------------------------------------ |
| Драган Мићановић   | Немања                                           |
| Аница Добра        | Жана, плаћени убица                              |
| Љубиша Самарџић    | Власник хотела                                   |
| Никола Којо        | Владимир Коренко, трговац оружјем                |
| Светозар Цветковић | Милан Јунић, бизнисмен-убица                     |
| Неда Арнерић       | Госпођа Ћорић                                    |
| Богдан Диклић      | Господин Ћорић, професор латинског и старогрчког |
| Милорад Мандић     | Милета шумар                                     |
| Исидора Минић      | Иренa                                            |

## Награде
- Врњачка Бања: Трећа награда за сценарио

## Музика
Музика у филму је радио Лајко Феликс. Феликс Лајко (мађ. Lajkó Félix; Бачка Топола, 17. децембар 1974) је музичар и композитор. Свира виолину, цитру, традиционалне жичане инструменте заступљене у Панонији.